# Anamaqkiu
Anamaqkiu (Anamahkyah, Anaamahkyah, Anamahkyah-awaetokak, Anamakiu, Anamagqkiu, Ana'maqki'u, Anamaqki, Ana'maqkiu), Zlonamjerni duhovi podzemlja, zakleti neprijatelji heroja kulture Manabusha plemena Menominee. Anamaqkiu su bili zli duhovi odgovorni za ubojstvo Manabushovog brata, Moqwaija. Njihovo puno ime u Menomineeju je Anamahkyah-awaetokak, što znači "podzemni duhovi", ali se često nazivaju jednostavno Anamahkyah (podzemni).